# Aetideus mediterraneus
Aetideus mediterraneus is een eenoogkreeftjessoort uit de familie van de Aetideidae. De wetenschappelijke naam van de soort is voor het eerst geldig gepubliceerd in 1910 door Steuer.